# Unix-Shell
Die Unix-Shell oder kurz Shell (englisch für Hülle, Schale) bezeichnet die traditionelle Benutzerschnittstelle unter Unix oder unixoiden Computer-Betriebssystemen. Der Benutzer kann in einer Eingabezeile Kommandos eintippen, die der Computer dann sogleich ausführt. Man spricht darum auch von einem Kommandozeileninterpreter. Der Begriff Shell wurde in diesem Zusammenhang 1964/65 von Louis Pouzin geprägt und dessen Konzepte von Glenda Schroeder für Multics implementiert.
In der Regel hat der Benutzer unter Unix die Wahl zwischen verschiedenen Shells. Vom Sprachumfang her sind alle üblichen Unix-Shells als vollwertige Skriptsprachen zur Programmierung und zur Automatisierung von Aufgaben verwendbar; die Abgrenzung zu reinen Skriptsprachen (z. B. Perl, awk) besteht darin, dass Shells besondere Mittel für den interaktiven Dialog mit dem Anwender bereitstellen, die vom Ausgeben eines Prompts im einfachsten Fall bis hin zur Möglichkeit des Editierens der eingegebenen Befehle oder zur Jobsteuerung reichen.
Im Gegensatz zu den Kommandozeileninterpretern manch anderer Betriebssysteme (z. B. VMS) sind Unix-Shells gewöhnliche Anwenderprogramme ohne besondere Privilegien.

## Allgemeines
Nach dem Anmelden ist die Shell das Programm, das vom login-Prozess gestartet wird und Kommandos entgegennimmt. Die Kommandos werden dann ausgeführt. Man unterscheidet zwischen Kommandos, die in der Shell implementiert sind, wie z. B. cd, und Kommandos, die dann im Dateisystem gesucht und gestartet werden.
Die meisten gängigen Unix-Shells bieten die folgenden Funktionen:
- Starten von Kommandos
- Dateinamen-Wildcards (globs) als Kommandoargumente
- Bedingungen (if, case) und Schleifen (while, for)
- interne Kommandos (cd, read)
- interne Variablen ($HOME)
- Manipulation der Umgebungsvariablen für die neuen Prozesse
- Ein-/Ausgabeumlenkung
- Starten mehrerer Prozesse, Verkettung über Pipes
- Starten von Prozessen im Hintergrund

Moderne Shells können darüber hinaus:
- Vervollständigung von Kommandos, Dateinamen und Variablen (completion system)
- Editieren der Kommandozeile (command line editing)
- Wiederholung und Editieren früherer Kommandos (command history)
- Stoppen und erneutes Starten von Prozessen (job control)
- Verschieben von Prozessen aus dem Vordergrund in den Hintergrund und umgekehrt (job control)
- Eingebautes Kommando zur Durchführung von Berechnungen ($((2+2)))
- Eingebautes Kommando zum Testen von Dateieigenschaften (test)

Hinsichtlich des Abbruchs eines Kommandos machen sich die Shells die Eigenschaften des zugrundeliegenden Terminal-Gerätetreibers zunutze. Die Shell wartet normalerweise auf das Ende eines Kommandos. Strg+C bewirkt unter Unix einen Kommandoabbruch, den der Gerätetreiber auslöst.

### Unix-Werkzeuge
Unix-Shells machen sich die Eigenschaften des zugrundeliegenden Betriebssystems zunutze. Sie implementieren nur das Nötigste. Externe Unix-Kommandos ergänzen über die leistungsfähige Ein-/Ausgabe und Pipeimplementierung alles Weitere. Unix enthält z. B. spezielle Kommandos für die Textdateimanipulation wie Suchen, Editieren, Ersetzen, Wörter zählen, Zeichenübersetzung, Abschneiden von Zeilen usw.

### Skripte
Shellskripte sind Text-Dateien und stellen kleine Programme dar. Sie werden vom Anwender geschrieben und beim Aufruf von der Shell gelesen und ausgeführt. Muss man z. B. immer wieder in seinem Arbeitsalltag fünf Befehle nacheinander in die Shell eintippen, kann man sich das Leben vereinfachen, indem man diese Befehle in einem Skript sammelt und dann nur noch das ganze Skript aufruft. Die Shell liest das Skript aus und führt die Befehle entsprechend aus. Zu beachten ist, dass man alle Befehle, die man „händisch“ in die Shell eingibt, auch über ein Skript ausführen kann und umgekehrt.
Ein Skript, das von eins bis hundert zählt, kann wie folgt aussehen:
```
#!/bin/sh

I
=
1
                      
# Variable I auf 1 setzen

while
 
test
 
$I
 
-le
 
100
    
# While-Schleife, externes Kommando test I<=100

do

    
echo
 
$I
              
# externes Kommando echo, gibt I aus

    
I
=
`
expr
 
$I
 
+
 
1
`
      
# externes Kommando expr, Zuweisung der Ausgabe von expr an I

done

```

Direkt in der Shell eingegeben, sähe dies folgendermaßen aus:
```
I
=
1
;
 
while
 
test
 
$I
 
-le
 
100
;
 
do
 
echo
 
$I
;
 
I
=
`
expr
 
$I
 
+
 
1
`
;
 
done

```

Bei späteren Versionen der Bourne-Shell und bei moderneren Shells sind die Kommandos test und echo intern, da sie sehr häufig benötigt werden und die Shell auch nicht mehr, wie bei sehr frühen Systemen, klein gehalten werden muss.
Der Text eines Skripts kann in eine Datei geschrieben und mit dem Kommando chmod +x ausführbar gemacht werden. Es verhält sich dann wie jedes andere Kommando, allerdings ist der Start von privilegierten Skripten oft eingeschränkt.
Beginnt eine ausführbare Unix-Datei mit der Zeichenfolge #! (Shebang), werten viele Betriebssysteme die darauf folgenden Zeichen bis zum Zeilenende als Angabe, welches Programm gestartet werden soll, um diese Datei als Skript auszuführen. So kann man unabhängig davon, welche Shell der Aufrufer eines Skripts interaktiv verwendet, sicherstellen, dass das Skript mit der gewünschten Shell ausgeführt wird. Diese Zeichenfolge ist jedoch nicht Bestandteil des POSIX-Standards.

### Systemstart
Beim Hochfahren des Unix-Systems werden auch Shellskripte eingesetzt. Die BSD-Varianten starten dazu einfach das Skript /etc/rc, das dann alle Systeminitialisierungen wie Dateisystemüberprüfung, Hintergrundprozesse usw. durchführt. System-V-Unix-Varianten verwenden sysinit, das aus mehreren Shell-Skripten besteht. Unter Linux ist systemd verbreitet, welches die Skripte durch deklarative Konfigurationsdateien ersetzt hat.

### Kommandos, die eigentlich Shell-Skripte sind
Skripte sind von normalen Programmen in der Anwendung nicht zu unterscheiden. Manche Unix-Versionen liefern sogar einige Kommandos mit, die als Shell-Skripte realisiert sind. Insbesondere Kommandos wie man (Online-Manual) und cc (Aufruf von C-Compiler, Assembler und Linker) sind bei vielen Unix-Varianten Shell-Skripte.

## Die frühen Shells

### Die Thompson-Shell
Die Thompson-Shell war die erste, originale Unix-Shell und war zwischen 1971 und 1979 die Standard-Shell des UNIX-Systems von AT&T. Die heute allgemeine Syntax für die Umleitung von Ein- und Ausgabeströmen stammt aus dieser Shell. Das pipe-Konzept wurde 1973 zuerst in der Thompson-Shell realisiert. Im Gegensatz zu jüngeren Shells war die Thompson-Shell keine Programmiersprache. Mit einem externen if- und goto-Kommando war jedoch eine Steuerung von Programmabläufen möglich. Die Thompson-Shell wurde 1979 als Standard-Shell durch die Bourne-Shell ersetzt.
Eine Reimplementierung der originalen UNIX-V6-Shell für moderne Unix-artige Systeme ist osh (für old shell) bzw. dessen Nachfolger etsh (für enhanced Thompson shell).

### Die Bourne-Shell

#### Geschichte
Der Vorfahre der meisten heutigen Shells ist die Bourne-Shell (sh) von Stephen R. Bourne, die 1977/1978 zusammen mit Unix V7 erschien. Auf fast allen kommerziellen Unix-Varianten findet sich bis heute noch eine spätere Version der Bourne-Shell, auch wenn sie als Systemshell (/bin/sh) zunehmend durch andere Shells ersetzt wird. Diese Shell hat auf Version 7 bereits alle wesentlichen Eigenschaften wie Ein-/Ausgabeumlenkung, Pipes, Hintergrundprozesse und Kontrollstrukturen. Bezüglich der Kommandozeileneditierung verlässt sich die Shell auf den Terminaltreiber, der nur das Löschen der ganzen Zeile (CTRL-U) und des letzten Zeichens (DEL) erlaubt.
Im Lauf der Zeit wurde die ursprüngliche Version erweitert und verändert. Da die Bourne-Shell nie eine sichtbare Versionierung erfuhr, ist die jeweilige Variante nur durch Testen der vorhandenen Eigenschaften herauszufinden. Die Bezeichnung ergibt sich dann mit der Variante des AT&T Unix, mit dem sie ausgeliefert wurde (V7, System III, System V Release 1 – kurz SVR1, SVR2, -3, -4, -4.2).
Die Bourne-Shell-Syntax ist Grundlage der meisten modernen Unix-Shells, die im Wesentlichen eine Erweiterung dieser Shell darstellen. Skripte für die Bourne-Shell sind praktisch ohne Änderung auch auf diesen Shells lauffähig. Die Skriptfähigkeiten der Bourne-Shell waren richtungsweisend, und sh ist bis heute eine der beliebtesten Skriptsprachen für Unix. Aus diesem Grund und zwecks Rückwärtskompatibilität liegt generell eine Bourne-kompatible Shell als /bin/sh vor.
Seit die OpenSolaris/SVR4-Variante der Bourne-Shell von Sun als Open Source veröffentlicht wurde, ist diese Shell dank eines Umbaus der Speicherverwaltung von sbrk(2) auf malloc(3) durch Jörg Schilling mittlerweile für nahezu alle Plattformen verfügbar. Ein Derivat der Bourne-Shell („POSIX-Shell“) ist die Standardshell für neue Benutzerkonten in FreeBSD.

#### Beispielprogramm
Obwohl der Funktionsumfang der Bourne-Shell verhältnismäßig gering ist, können mit Hilfe der Standard-Unix-Programme alle für Kommandozeileninterpreter typischen Aufgaben übernommen werden. Die Syntax der Bourne-Shell ist etwas eigenwillig. Beispiel:
```
#!/bin/sh

tageszeit
=
`
date
 
+%H
`

if
 
[
 
$tageszeit
 
-lt
 
12
 
]
;
 
then

  
echo
 
"Guten Morgen."

else

  
echo
 
"Guten Tag."

fi

```

In der ersten Version der Bourne-Shell wurde bereits ein Mechanismus implementiert, der das Kriterium z. B. für eine erweiterte Fallunterscheidung (case) auswerten konnte. Die Shell konnte darüber hinaus nur eine boolesche Auswertung durchführen. Weitere Kriterien wurden durch externe Programme ermittelt. In neueren Bourne-Shells und ihren freien Abkömmlingen (s. u.) ist test implementiert und wird, wie alle eingebauten Befehle, bei Vorhandensein an Stelle von externen Programmen verwendet. In dem Beispiel wird das eingebaute [ aufgerufen, welches, abgesehen davon, dass ihm zuletzt ein ] übergeben werden muss, identisch zu test ist. Die eckigen Klammern sind dadurch eine andere Schreibweise für if test $tageszeit -lt 12 mit den Argumenten aktuelle Stunde (gespeichert in $tageszeit), -lt (less than – kleiner als), 12. Gibt das Programm test den Status 0 (d. h. „wahr“) zurück, so wird alles zur Anweisung then gehörende ausgeführt. Gibt test den Status 1 (d. h. „falsch“) zurück, so wird alles zur Anweisung else gehörende ausgeführt. Da anschließend an die jeweiligen Schlüsselwörter eine Liste von Anweisungen folgen kann, wird mit der Anweisung fi (d. i. ein umgedrehtes if) die durch das Schlüsselwort if eingeleitete Fallunterscheidung beendet.

### Die C-Shell
Bill Joy entwickelte in Berkeley für die zweite BSD-Distribution (2BSD) von 1979 eine Shell, die sich mehr an der C-Syntax orientierte, die C-Shell (csh). Diese Shell erlaubt bereits eine Kommandozeileneditierung, allerdings nicht interaktiv, sondern über eine spezielle Syntax. Sie ermöglicht auch das Wiederholen (und Editieren) alter Kommandos. Außerdem wird erstmals die Job-Control-Möglichkeit implementiert: Über CTRL-Z lässt sich ein Kommando stoppen und später über die internen Kommandos fg (Foreground = Vordergrund) bzw. bg (Background = Hintergrund) fortsetzen.
Die C-Shell besitzt viele bekannte Features, die später durch bash übernommen wurden, wie z. B. Aliase oder eine History. Heutzutage wird die C-Shell nur noch wenig benutzt; sie wurde von anderen Shells wie der tcsh, der ksh (Korn-Shell), der bash (Bourne again Shell) oder der zsh abgelöst. Mit der Hamilton C shell gibt es eine native Implementierung der C-Shell für Windows NT und früher OS/2.
Die Skriptfähigkeiten der C-Shell sind durch diverse Unzulänglichkeiten etwas eingeschränkt, z. B. kann die Fehlerausgabe nicht unabhängig von der Standardausgabe umgelenkt werden. Ein Anwender, der für die interaktive Eingabe die C-Shell verwendet, kann durch ein vorangestelltes #!/bin/sh in seinen Skripten das Betriebssystem veranlassen, die Standard-Shell (diese ist mindestens kompatibel zur Bourne-Shell, auf modernen Systemen auch meist POSIX-konform) zu verwenden. Dies ist auch für alle anderen Shells möglich.

## Weiterentwicklungen
Auf jedem Unix-System befindet sich eine zu der Bourne-Shell kompatible Shell in /bin/sh. Die Verfügbarkeit weiterer Shells hängt von der jeweiligen Unix-Variante ab, eine C-Shell-Version findet sich oft in /bin/csh. Wegen der unterschiedlichen Syntax unterscheidet man Bourne-Shell- und C-Shell-Abkömmlinge. Da praktisch alle modernen Shells in der Programmiersprache C geschrieben sind, lassen sich fehlende Shells leicht nachrüsten. Auch auf fremden Betriebssystemen kann man oft eine Unix-Shell, zumindest als Fremdsoftware, finden.

### Die Job-Control-Shell
Die Job-Control-Shell ist eine Bourne-Shell (genauer die SVR4-Variante, also erstmals erschienen auf dem AT&T-Unix „System V Release 4“), die um Job-Control-Eigenschaften (wie sie mit der C-Shell bekannt wurden) erweitert ist. Häufig handelt es sich sogar um dasselbe Programm, welches die zusätzlichen Eigenschaften (z. B. die Kommandos bg, fg, jobs, kill, stop, suspend, wait) nur aktiviert, wenn es unter dem Namen jsh statt sh aufgerufen wird.

### Die Kornshell
David Korn entwickelte für Unix System V von AT&T die Kornshell (ksh). Diese orientiert sich an der Bourne-Shell, übernimmt aber auch die Neuerungen der C-Shell wie Job control, eine weiter verbesserte Kommandozeileneditierung. Es existiert eine Version von 1988 (ksh88) und eine neuere von 1993 (ksh93). Die ksh88 ist Grundlage des POSIX-Standards, die neueren Erweiterungen select, function und [[ gegenüber der Bourne-Shell sind aber ausdrücklich als undefiniert gekennzeichnet. Die Korn-Shell war als Teil von Unix System V lange Zeit nur kommerziell erhältlich. Seit dem 1. März 2000 ist der Quelltext von ksh93 frei verfügbar. Viele kommerzielle Unix-Systeme verwenden die ksh als Standard-Shell (/bin/sh).
Die dtksh („Desktop Korn Shell“) stellt eine Korn-Shell mit zusätzlichen Kommandos für die Programmierung von Benutzeroberflächen unter X11/Motif dar.

### Die Public-Domain-Korn-Shell
Die Public-Domain-Korn-Shell (pdksh) ist eine freie und nicht vollständig kompatible Kopie der AT&T-Korn-Shell. Viele Funktionen von ksh88 und wenige von ksh93 sind in ihr enthalten. Das OpenBSD-Projekt verwendet eine Ableitung der pdksh als Standard-Shell (/bin/sh).
Die MirBSD Korn Shell (mksh) basiert auf OpenBSDs Version der pdksh (oksh), enthält jedoch Fehlerbeseitigungen und Funktionen von anderen Shells.

### Die Bourne-Again-Shell
Die Bourne-again-shell (bash) ist Teil des GNU-Projekts. Ihr Name ist ein absichtlich mehrdeutiges Wortspiel und kann sowohl als „wiedergeborene (born again) Shell“ als auch als „wieder einmal (eine) Bourne-Shell“ interpretiert werden. Weitere Interpretationen sind abgeleitet aus dem englischen bash („die Feier“, „die Party“, „der Schlag“) und to bash („schlagen“, „kritisieren“, „schlecht machen“). Geschrieben wurde die Bash größtenteils von Brian Fox und Chet Ramey Ende der 1980er Jahre.
Die Bash ist größtenteils kompatibel zur originalen Bourne-Shell (sh), im Funktionsumfang jedoch erheblich erweitert. Vor allem beherrscht sie einen Großteil der Fähigkeiten der ksh und versteht auch Teile der Syntax der csh wie zum Beispiel die Command-History, den Directory-Stack, die $RANDOM-Variable und die POSIX-Form der Command-Substitution $(…). Daneben sind auch eine ganze Reihe eigene Erweiterungen implementiert.
Die Bash (/bin/bash) ist die Standard-Shell sowohl auf den meisten Linux-Systemen als auch unter einigen Versionen von macOS und wurde auf fast alle Unix-Systeme portiert.
Für Windows existieren zahlreiche Portierungen. Die bekanntesten sind:
- Cygwin
- MSYS (Minimal SYStem), eine Komponente von MinGW
- Microsoft Windows Services for UNIX
- Windows-Subsystem für Linux

### Die TENEX-C-Shell
Die TENEX-C-Shell (tcsh) stellt eine Erweiterung der C-Shell (csh) von Christos Zoulas dar. Sie enthält Verbesserungen der Kommandozeileneditierung und andere Erweiterungen wie einer (programmierbaren) Dateinamen-Vervollständigung, der Möglichkeit des Editierens von Dateien direkt in der Kommandozeile, und einigen anderen Dingen. Sie ist aber sonst vollständig kompatibel zur C-Shell.
Das 't’ in tcsh stammt aus dem 'T' in TENEX ab, einem Betriebssystem, von dem sich der Autor der tcsh hat inspirieren lassen. Die tcsh ersetzt die csh auf vielen Linux-Systemen, BSD-Systemen und älteren Versionen von macOS.

### Die Z-Shell
Die Z-Shell (Z shell, zsh) ist eine Shell mit sehr vielen Möglichkeiten. Sie ähnelt sehr der KornShell und übernimmt auch Funktionen der Bourne-Again-Shell und der TENEX-C-Shell. Sie geht aber in vieler Hinsicht eigene Wege und gilt als eine der leistungsfähigsten Unix-Shells. Sie kann als Loginshell, als interaktive Shell und als Interpreter für Shell-Skripte verwendet werden.
Die Z-Shell kann als Quintessenz aller Verbesserungen und Features der bash, der csh und der tcsh betrachtet werden.
Zu einigen ihrer Features zählen:
- eine frei programmierbare Wortvervollständigung (TAB-Completion)
- die Möglichkeit, die Historie anderer – gleichzeitig laufender – Z-Shell-Sitzungen zu nutzen
- Rechtschreibüberprüfung
- nahezu vollständige Kompatibilität zur Bash, Kornshell und TENEX C-Shell
- starke Veränderbarkeit des Prompts durch Themes, u. a. die Möglichkeit, den Prompt auf die rechte Seite des Terminals zu setzen
- erweiterte Globbing-Funktionalitäten

Die Z-Shell wurde von Paul Falstad entwickelt und 1990 im Usenet veröffentlicht. Sie ist benannt nach dem Login-Namen zsh eines seiner Mitarbeiter.
Die Z-Shell ist unter einer BSD-Lizenz lizenziert. Dies ist der Grund, warum bei macOS Catalina 10.15 die Bash durch die Z-Shell als Standardshell ersetzt wurde.

### Die Almquist-Shell
Die Almquist-Shell (ash) von Kenneth Almquist ist eine Neuimplementierung der SVR4-Variante der Bourne-Shell. Sie wurde ursprünglich für die traditionellen BSD-Varianten von Unix geschrieben, nachdem die Bourne-Shell selbst nur noch mit Lizenzierung zu erhalten war. Spätere Varianten orientieren sich am POSIX-Standard und eignen sich sehr gut zur Ausführung von Skripten. Die FreeBSD- und NetBSD-Projekte verwenden weiterentwickelte Versionen der ash als Standard-Shell (/bin/sh). Da die ash im Vergleich zu anderen modernen Shells sehr geringe Ansprüche an Speichergröße und Rechnergeschwindigkeit stellt, wird sie auch gerne in Embedded-Linux-Systemen verwendet; sie wurde auch in das ebenfalls in diesem Bereich verbreitete Multifunktions-Programm BusyBox integriert.

#### Die Debian-Almquist-Shell
Die Debian-Almquist-Shell (dash), Bourne-kompatibel und POSIX-konform, ist ein direkter Abkömmling der Almquist-Shell. Sie wurde 1997 durch Herbert Xu portiert und 2002 in dash umbenannt. Die dash ist ein moderner Ersatz für die ash im Debian-Projekt, wo sie als /bin/sh eingerichtet ist, da sie gegenüber der im interaktiven Gebrauch bevorzugten Bash in Geschwindigkeit, Robustheit und Anzahl der Abhängigkeiten Vorteile bietet. Aus demselben Grund ist dash die Vorgabe-/bin/sh bei Ubuntu seit Ausgabe 6.10.

### Weitere Shells
- Neben einer Neuimplementierung der letzten Thompson-Shell (etsh für enhanced Thompson shell, vormals osh alias old shell), die unter Unix vor Einführung der Bourne-Shell in Gebrauch war, existiert eine Unix-Implementierung (Byron Rakitzis) des im Vergleich zur Bourne-Shell syntaktisch klareren Plan-9-Kommandointerpreters rc (run command) von Tom Duff sowie die an die Syntax der rc anschließende, semantisch manipulierbare bzw. erweiterbare es (extensible shell) von Paul Haahr und Byron Rakitzis, in die Ideen der funktionalen Programmierung einflossen.
- Eine Shell, bei der der interaktive Aspekt zunächst bewusst zugunsten der Shell-Programmierung vernachlässigt wird, ist die Scheme-Shell (scsh) von Olin Shivers, mit der für das Shell-Scripting eine genuine Programmiersprache (Scheme) zur Verfügung steht.
- Eine syntaktisch an der Programmiersprache Lisp orientierte Shell ist esh (easy shell) von Ivan Tkatchev.
- Vor allem an interaktive Nutzerfreundlichkeit orientiert ist Axel Liljencrantz’ fish (friendly interactive shell).
- Von Gunnar Ritter stammt eine Portierung der OpenSolaris-Bourne-Shell nach Linux, Solaris, Free- und NetBSD, die unter dem Namen Heirloom Bourne Shell firmiert.
- Einige Mitarbeiter von Red Hat haben die nash entwickelt, die von sich behauptet, keine Shell zu sein („not a shell“), sondern „nur“ ein Befehlsinterpreter, der „linuxrc“-Images interpretieren soll.[7] Sie scheint vor allem im Umfeld von Red Hat und Mandriva eingesetzt zu werden. Sie ist dort Teil des mkinitrd-Pakets.
- Die sash (Stand-alone shell) ist darauf getrimmt, dass möglichst viele externe Kommandos durch die internen Funktionen der Shell ersetzt werden. Dadurch ist das System auch dann bedienbar, wenn wesentliche externe Programme fehlen.
- Die Perl-Shells psh und psh2 sind in der Lage, Perl-Kommandos zu verarbeiten, beispielsweise um Pipes effizient zu manipulieren.[8]
- Das Programm IPython stellt eine interaktive Shell auf Basis der Programmiersprache Python zur Verfügung.[9]

## Kompatibilität und Portabilität
Je nach Abstammung der Shell sind für sie geschriebene Skripte nicht oder nur bedingt kompatibel zu anderen Shells. Zum Beispiel lassen sich Bourne-Shell-Skripte nicht unter der C-Shell ausführen, aber es besteht eine gewisse Chance, dass ein solches Skript unter einer Korn-Shell oder Job-Control-Shell läuft. Neben diesem offensichtlichen Problem besteht aber auch das Problem, dass unterschiedliche Implementierungen der gleichen Shell existieren und dass Shells unter Beibehaltung ihres Namens im Laufe der Zeit auch weiterentwickelt wurden und werden. Die gleichen (gleich benannten) Shells auf unterschiedlichen Unix-Varianten weisen unterschiedliche Entwicklungsstände und somit sowohl unterschiedliche Eigenschaften als auch Fehler auf. Hinzu kommt, dass Shell-Skripte, wie bereits beschrieben, viele normale Unix-Kommandos aufrufen. Auch diese unterscheiden sich in ihrem Verhalten zum Teil von Unix zu Unix. Dadurch kann sich das Verhalten eines Shell-Skripts ebenfalls ändern, wenn es auf einem anderen Unix ausgeführt wird.
Eine gängige Strategie zum Schreiben von portablen Shell-Skripten ist es, sich nur auf den kleinsten gemeinsamen Nenner zu verlassen. Dies bedeutet in der Regel, dass man die Bourne-Shell verwendet und damit auf die bequemen Erweiterungen, wie sie zum Beispiel in der Korn-Shell oder bash zu finden sind, bewusst verzichtet. Je nachdem, wie groß die Bandbreite der abzudeckenden Systeme ist, verzichtet man auch auf die Benutzung neuerer, in POSIX standardisierter Bourne-Shell-Features.